# Thuli Dladla
Thuli Dladla est une femme politique et diplomate eswatinienne qui occupe le poste de ministre des Affaires étrangères du Royaume d'Eswatini depuis novembre 2018. 
Elle est la première femme ministre des Affaires étrangères du pays et était auparavant sénatrice. En février 2019, elle s'est rendue à Taïwan et a rencontré la présidente Tsai Ing-wen,,.